# Gérard Biard
Gérard Biard (Parigi, 4 agosto 1959) è uno scrittore e giornalista francese.

## Biografia
Collabora con il giornale satirico Charlie Hebdo, di cui è caporedattore.
È, insieme a Patric Jean e Fred Robert, uno dei tre portavoce dell'associazione di uomini contro la prostituzione Zéromacho.
Scrive su Charlie Hebdo dal 1992.
È un forte sostenitore della laicità.